# Billy Davis, Jr.
Billy Davis, Jr. (St. Louis, 26 de junho de 1938) é um cantor e músico americano, mais conhecido por ter sido membro do grupo The 5th Dimension, fundado por ele. Em dueto com sua esposa, Marilyn McCoo, ele teve grandes sucessos durante 1976 e 1977: I Hope We Get to Love in Time, Your Love e You Don't Have to Be a Star (To Be in My Show). Davis e McCoo casaram-se em 1969 e apresentaram juntos um programa na televisão, The Marilyn McCoo and Billy Davis Jr. Show em 1977. Naquele mesmo ano, You Don't Have to Be a Star recebeu um Grammy.
Durante a década de 1990, eles fizeram uma turnê, It Takes Two, na qual faziam releituras de velhos sucessos da soul music.